# الزنبقة الحمراء(رواية)
رواية "الزنبقة الحمراء" هي الرواية الاجتماعية الوحيدة للكاتب الفرنسي أناتول فرانس، كتبها عام 1893 ونُشرت عام 1894، بدايةً على شكل خمس دفعات بين أبريل ويونيو في مجلة Revue de Paris، ثم صدرت مباشرة في كتاب عن دار النشر Calmann-Lévy. كانت الرواية في البداية تحمل عنوان "أرض الموتى"، وهو تعبير يرتبط بقضية شعرية-سياسية أثارها قصيدة "النشيد الأخير لحجّ هارولد" للشاعر ألفونس دي لامارتين، لكن منذ أول نشر لها لم تحمل سوى عنوانها النهائي.
يشير عنوان الرواية إلى مدينة فلورنسا الإيطالية، حيث يُعد الزنبق الأحمر شعارها منذ انتصار الغويلفيين على الغيبلينيين في القرن الثالث عشر. ويرتبط هذا الرمز بـ الموت، كما يُستخدم كرمز لـ الحب الجسدي، في مقابل الزنبق الأبيض الذي يُرتبط بـ عبادة العذرية، كما ورد في الفصل الخامس عشر من الرواية.

## ملخص
قالب:Style à revoirالكونت مارتان-بيلام، مصرفي يطمح إلى دخول عالم السياسة. خلال رحلة لصيد الثعالب، وبدون سبب واضح، تقرر تيريز إنهاء علاقتها العاطفية التي دامت ثلاث سنوات مع روبرت لو مينيل، الشاب المنتمي إلى الطبقة الراقية والذي كان من رواد صالونها. أثناء إقامتها لدى صديقتها، الشاعرة الإنجليزية فيفيان بيل، تلتقي في مدينة فلورنسا بالنحات الشاب جاك ديشارت؛ وبناءً على رغبة بيل، يرافقهما ديشارت في زيارة الكنائس والمتاحف لمشاهدة روائع الفن الفلورنسي في عصر النهضة. تنشأ بينهما علاقة حب متبادلة، يعيشانها في فندق متواضع بشارع ألفييري، قرب مقبرة الإنجليز. لكن سعادتهما لا تدوم طويلًا؛ إذ يؤدي ظهور روبرت لو مينيل في فلورنسا إلى زرع الشك في قلب ديشارت، الذي تزداد غيرته تدريجيًا. تبلغ هذه الغيرة ذروتها بعد تسعة أشهر، حين يعود الجميع إلى باريس، وخلال عرض لأوبرا "فاوست"، تنتشر أخبار عن تعيين زوج تيريز وزيرًا للمالية. في صالة المسرح، يشهد ديشارت مواجهة بين تيريز وروبرت، الذي يطالبها باستئناف علاقتهما السابقة. يسيء ديشارت فهم الموقف، ويشعر بجرح عميق، فيغادر ويرفض أي محاولة للمصالحة من طرف تيريز، قائلاً: "لم أعد أراك وحدك. أرى الآخر معك، دائمًا."

## خصوصيات العمل

### رومان أ كليف
وفقًا لإليزابيث إميري، فإن النجاح الكبير الذي حققته رواية "الزنبقة الحمراء" حتى النصف الثاني من القرن العشرين يُعزى إلى طابعها السيرذاتي، الذي يجعل منها جزئيًا رواية مفاتيح. إذ يستمد الكاتب أناتول فرانس أحداث الرواية من حلقات من حياته العاطفية، ليصوّر من خلالها حياة شخصياته الرئيسية. وتُعد مراسلته الحميمة مع ليونتين أرمان دو كاييافيه، المولودة باسم ليبمان، والتي توثق علاقتهما خارج إطار الزواج منذ عام 1866 وحتى وفاتها عام 1910، مصدرًا واضحًا لتجسيد موضوع الغيرة. فعلى غرار شخصية ديشارت، عبّر فرانس عن عجزه عن طرد صورة منافسه المفترض بقوله: «أنا مهووس، أنا مسكون. لن أراك وحدك أبدًا، أبدًا.»
ومع ذلك، يُعقّد الكاتب العلاقة بين الواقع والخيال بإدخال شخصية الشاعر بول فانس، التي تمثل انعكاسًا آخر له. كما يمكن بسهولة التعرف على ملامح بول فيرلين في شخصية الشاعر الغريب الأطوار شوليت، وإن كانت هذه الشخصية تحمل أيضًا بعض سمات لويس نيكولاردو. وتظهر شخصيات أخرى كناطقين باسم الكاتب، مثل فيفيان بيل، التي تقول في الرواية: «لطالما وجدت أن شوليت يشبه سقراط»، وهو تشبيه سبق أناتول فرانس أن استخدمه في مقال له عن الشاعر في المستشفى قبل أربع سنوات.
وقد ساهم عدد من الباحثين في فك رموز هذا التداخل بين الشخصيات، أبرزهم جوليان كاين، أمين المكتبة، الذي كشف عبر أبحاثه عن مصادر هذه الإسقاطات، إلى جانب إدوين بريستون دارغان. ويُعتقد أن الكاتبة أغنيس ماري فرانسيس روبنسون ألهمت شخصية فيفيان بيل، وأن المستشرق الألماني جول أوبيرت كان نموذجًا للعالم جوزيف شمول، بينما استُوحي السيناتور لوير من الوزير يوجين سبولر. أما شخصية روبرت لو مينيل، فيُرجّح أنها مستوحاة من رجل يُدعى غاسو من مدينة بوردو، والذي وصفه دارغان بأنه «رجل رياضي من بوردو» دون تحديد اسمه الكامل أو مهنته .

### رواية أطروحة ورواية حوارية
تلعب الحوارات دورًا محوريًا في رواية الزنبقة الحمراء، إذ يُعبّر الكاتب أناتول فرانس من خلالها عن أفكاره، حتى وهو يسخر من الطبقة الاجتماعية التي يصوّرها بشكل كاريكاتوري. يمنح الشخصيات التي يُسخر منها مزيجًا من الحماقات والحِكم الذكية. فعلى سبيل المثال، يُقدّم شخصية شمول—الذي يُصوَّر، كما هو حال معظم ممثلي اليهودية في أعمال فرانس قبل قضية دريفوس، من خلال صور نمطية معادية لليهود—على أنها تنطق بحقائق تتماشى تمامًا مع رؤية فرانس للتاريخ، مثل قوله: «العصور الوسطى مغلقة فقط في كتب التاريخ التي تُعطى للتلاميذ لتزييف عقولهم. في الواقع، البرابرة هم دائمًا البرابرة.».
وبهذا الشكل، يتحوّل شمول، دون قصد منه أو من الكاتب، إلى نبي حقيقي حين يقول: «معاداة السامية هي موت الحضارة الأوروبية.».
يُطوّر فرانس أفكاره عبر الحوارات والمونولوجات الداخلية، سواء عند الحديث عن الثورة الفرنسية التي يُدينها شوليت بشدة، أو عند مناقشة إدارة المعالم الفنية، والفن، والحب. وتُفضي هذه الأحكام إلى رؤى أصلية يغلب عليها الطابع العدمي، مثل قول شوليت: «الحب الحسي مكوّن من الكراهية، والأنانية، والغضب بقدر ما هو مكوّن من الحب.»، وهو حكم يُعد قريبًا جدًا من تصور فرانس للحب. كذلك، تقول تيريز: «نحن نفسّر أنفسنا دائمًا، لكننا لا نفهم بعضنا أبدًا.»، وهي قناعة تتماشى مع الأحكام التي عبّر عنها فرانس في كتابه الحياة الأدبية.".

### النظرية الجمالية
تلعب الحوارات دورًا محوريًا في رواية الزنبقة الحمراء، إذ يُعبّر الكاتب أناتول فرانس من خلالها عن أفكاره، حتى وهو يسخر من الطبقة الاجتماعية التي يصوّرها بشكل كاريكاتوري. يمنح الشخصيات التي يُسخر منها مزيجًا من الحماقات والحِكم الذكية. فعلى سبيل المثال، يُقدّم شخصية شمول—الذي يُصوَّر، كما هو حال معظم ممثلي اليهودية في أعمال فرانس قبل قضية دريفوس، من خلال صور نمطية معادية لليهود—على أنها تنطق بحقائق تتماشى تمامًا مع رؤية فرانس للتاريخ، مثل قوله: «العصور الوسطى مغلقة فقط في كتب التاريخ التي تُعطى للتلاميذ لتزييف عقولهم. في الواقع، البرابرة هم دائمًا البرابرة.».
وبهذا الشكل، يتحوّل شمول، دون قصد منه أو من الكاتب، إلى نبي حقيقي حين يقول: «معاداة السامية هي موت الحضارة الأوروبية.».
يُطوّر فرانس أفكاره عبر الحوارات والمونولوجات الداخلية، سواء عند الحديث عن الثورة الفرنسية التي يُدينها شوليت بشدة، أو عند مناقشة إدارة المعالم الفنية، والفن، والحب. وتُفضي هذه الأحكام إلى رؤى أصلية يغلب عليها الطابع العدمي، مثل قول شوليت: «الحب الحسي مكوّن من الكراهية، والأنانية، والغضب بقدر ما هو مكوّن من الحب.»، وهو حكم يُعد قريبًا جدًا من تصور فرانس للحب. كذلك، تقول تيريز: «نحن نفسّر أنفسنا دائمًا، لكننا لا نفهم بعضنا أبدًا.»، وهي قناعة تتماشى مع الأحكام التي عبّر عنها فرانس في كتابه الحياة الأدبية».

## الموقع في العمل
رُسمت رواية "الزنبقة الحمراء" على غرار النموذج النفسي الذي اشتهر به بول بورجيه، وقد بدأ أناتول فرانس كتابتها بناءً على إلحاح من ليونتين أرمان. وبحسب الباحث غير، تمثل الرواية بداية المرحلة "الاجتماعية" القصيرة في مسيرة فرانس الأدبية، وقد غيّرت صورته العامة من "ناسك حديث في مدينة الكتب" إلى "كاتب منخرط في الحياة الاجتماعية".
ورغم أن النقد الأدبي استقبل الرواية بترحاب معتدل دون حماس كبير، إلا أنها حققت نجاحًا جماهيريًا فوريًا، إذ أثارت الكثير من الأحاديث في الصالونات قبل صدورها، واعتُبرت الحدث الأدبي الأبرز في صيف عام 1894. وقد نُشرت منها 14 طبعة في نفس العام. وبعد خمس سنوات، تم تقديم نسخة مسرحية منها على خشبة مسرح الفودفيل.
أما على صعيد السينما، فقد أُنتج فيلم مقتبس عنها عام 1920 من إخراج شارل مودرو، وقام ببطولته جان داكس في دور جاك ديشارت وسوزان ديلفيه في دور تيريز، وقد استمر عرضه حتى عام 1923 على الأقل، رغم ندرة الوثائق المتبقية عنه. ويُذكر أن أناتول فرانس نفسه هو من كتب سيناريو الفيلم.
من حيث الترجمات، ظهرت أول نسخة ألمانية عام 1899 بقلم فرانتسيسكا تسو ريفنتلو، ثم نُشرت نسخة إنجليزية في الولايات المتحدة عام 1910 دون ذكر اسم المترجم، بينما صدرت 13 ترجمة إيطالية مختلفة بدءًا من عام 1906.

## يقتبس
- يا صديقي المسكين، نحن لا نعرف ماذا نفعل بهذه الحياة القصيرة، وأنت تريد حياة أخرى لا تنتهي!(p. 41)
- «كل فكرة خاطئة خطيرة. يُعتقد أن الحالمين لا يُلحقون ضررًا، لكن هذا خطأ: فهم يُلحقون الكثير منه. حتى أكثر الطوباويات براءة في ظاهرها تُحدث أثرًا ضارًا فعليًا. إنها تميل إلى زرع النفور من الواقع.»(p. 48)
- «ماذا يفعل القارئ بصفحتي المكتوبة؟ سلسلة من سوء الفهم، والتأويلات الخاطئة، واللامعنى. القراءة، الاستماع، هي ترجمة. قد توجد ترجمات جميلة، ربما؛ لكن لا توجد ترجمات وفية. وما شأني بإعجابهم بكتبي، طالما أنهم يُعجبون بما وضعوه هم فيها؟ كل قارئ يستبدل رؤاه برؤانا. نحن لا نمنحه سوى ما يُحفّز خياله. من الرهيب أن نمنح مادة لمثل هذه التمارين. إنها مهنة مشينة.»(p. 92)
- «سبب آخر للفخر: أن تكون مواطنًا! لكن ذلك يعني، بالنسبة للفقراء، أن يدعموا الأغنياء ويحافظوا على سلطتهم وكسلهم. عليهم أن يعملوا تحت مظلة المساواة المهيبة للقوانين، تلك التي تمنع الغني كما الفقير من النوم تحت الجسور، أو التسول في الشوارع، أو سرقة الخبز.»(p. 118)«لم يكن يُقلقهم شغف الوصول إلى الخلود. إذ إنهم، لجهلهم بالماضي، لم يتصوروا المستقبل، ولم يتجاوز حلمهم حدود حياتهم. كانوا يضعون إرادة قوية في فعل الخير. وبما أنهم بسطاء، لم يخطئوا كثيرًا، وكانوا يرون الحقيقة التي تحجبها عنا عقولنا.»(p. 148-9).
- «عندما تتركني وحدي، تهاجمني أفكار مؤلمة؛ وتجلس الهواجس السوداء حولي في دائرة.»(p. 317)

### مقالات ذات صلة
- فيرنون لي
- ليونتين ليبمان